# Luce Ndolo Ewelé
Luce Ndolo Ewelé, née le 23 mars 1992 à Saint-Étienne, est une footballeuse internationale camerounaise évoluant au poste d'attaquante au Havre Athletic Club.

## Biographie

### Carrière en club
Dans sa jeunesse, Luce Ndolo Ewele est d'abord tenniswoman, se classant 78e joueuse française à l'âge de 20 ans. Durant ses études, elle décide de se lancer dans le football et commence avec la formation francilienne d'Issy-les-Moulineaux de 2012 à 2015, et alterne entre la D1 et la D2. Elle rejoint Val d'Orge, en D2, en janvier 2015. En seulement un an et demi, elle marque 31 buts en 32 matchs.
En 2016, elle s'engage à l'En avant Guingamp, mais en manque de temps de jeu, elle signe en janvier 2018 au Grenoble Foot 38 pour finir la saison. À l'intersaison 2018, elle rejoint le Croix de Savoie Ambilly, qui devient en 2019 Thonon Évian Grand Genève FC. En janvier 2020, elle se fait remarquer par Thierry Uvenard, entraîneur du HAC, à l'occasion d'un match face aux Havraises où elle provoque les deux penaltys offrant la victoire à Thonon Évian. Elle rejoint ainsi en juin le club havrais promu en D1.

### Carrière internationale
Luce Ndolo Ewelé est appelée en équipe nationale du Cameroun pour la première fois en octobre 2018, afin de participer à un match amical contre la France au Stade des Alpes. Elle entre en jeu en fin de match et voit son équipe perdre 6-0.

## Statistiques
| Saison                | Club                    | Championnat           | Championnat | Championnat | Coupe(s) nationale(s) | Coupe(s) nationale(s) | Total | Total |
| Saison                | Club                    | Division              | M.          | B.          | M.                    | B.                    | M.    | B.    |
| 2012-2013             | FF Issy                 | Division 1            | 2           | 1           | 0                     | 0                     | 2     | 1     |
| 2013-2014             | FF Issy                 | Division 2            | 17          | 9           |                       |                       | 17    | 9     |
| 2014-2015             | FF Issy                 | Division 2            | 13          | 3           | 0                     | 0                     | 13    | 3     |
| Sous-total            | Sous-total              | Sous-total            | 32          | 13          | 0                     | 0                     | 32    | 13    |
| 2014-2015             | FCF Val d'Orge          | Division 2            | 10          | 13          | 0                     | 0                     | 10    | 13    |
| 2015-2016             | FCF Val d'Orge          | Division 2            | 22          | 18          | 2                     | 0                     | 24    | 18    |
| Sous-total            | Sous-total              | Sous-total            | 32          | 31          | 2                     | 0                     | 34    | 31    |
| 2016-2017             | EA Guingamp             | Division 1            | 13          | 0           | 2                     | 1                     | 15    | 1     |
| 2017-2018             | EA Guingamp             | Division 1            | 2           | 0           | 0                     | 0                     | 2     | 0     |
| Sous-total            | Sous-total              | Sous-total            | 15          | 0           | 2                     | 1                     | 17    | 1     |
| 2017-2018             | Grenoble Foot 38        | Division 2            | 9           | 8           | 1                     | 1                     | 10    | 9     |
| Sous-total            | Sous-total              | Sous-total            | 9           | 8           | 1                     | 1                     | 10    | 9     |
| 2018-2019             | Croix de Savoie Ambilly | Division 2            | 19          | 9           | 1                     | 2                     | 20    | 11    |
| 2019-2020             | Thonon Évian GGFC       | Division 2            | 15          | 6           | 4                     | 2                     | 19    | 8     |
| Sous-total            | Sous-total              | Sous-total            | 34          | 15          | 5                     | 4                     | 39    | 19    |
| Total sur la carrière | Total sur la carrière   | Total sur la carrière | 122         | 67          | 10                    | 6                     | 132   | 73    |